# کاواک‌یانی (بایبورد)
کاواک‌یانی {{ترکی|Kavakyanı) (به ارمنی: Մշակնոց) (به کردی: Mişanqas) یک منطقهٔ مسکونی در ترکیه است که در بایبورد واقع شده‌است. کاواک‌یانی ۷۶ نفر جمعیت دارد.